# Čelinac Gornji
Čelinac Gornji (cyr. Челинац Горњи) – wieś w Bośni i Hercegowinie, w Republice Serbskiej, w gminie Čelinac. W 2013 roku liczyła 514 mieszkańców.